# Shu (okres Zhou)
Shu (chiń. 蜀; pinyin Shǔ) – państwo w dawnych Chinach. Założone przed XI w. p.n.e., zajmowało środkową i północno-zachodnią część dzisiejszej prowincji Syczuan, a swoją stolicę miało w dzisiejszym Chengdu. Zwane też „starożytne Shu” (chiń. upr. 古蜀; pinyin gǔ shǔ), by odróżnić je od państwa Shu Han z okresu Trzech Królestw.
Shu, położone na obrzeżach świata chińskiego, uważane było za obszar półbarbarzyński, aż do odkrycia w Sanxingdui pozostałości bardzo wysoko rozwiniętej cywilizacji epoki brązu (kultura Sanxingdui), równoczesnej i mającej nieco wspólnych cech z kulturą dynastii Shang, ale z nią nietożsamej i bardzo oryginalnej. Znaleziska te dowodzą wysokiego poziomu rozwoju ludów zamieszkujących równinę Chengdu jeszcze przez okresem Zhou.
Nazwa „Shu” pojawiła się w XI w., kiedy to państwo to wsparło Zhou w ich walce z Shangami, jako jeden z ośmiu ludów koalicji Zhou w bitwie pod Muye. Znaleziska w Yueliangwan potwierdzają zbliżenie kultury Shu i Zhou, ale później związki z Zhou osłabły i Shu praktycznie zniknęło ze źródeł pisanych, choć wykopaliska potwierdzają istnienie zamożnej i rozwiniętej kultury na równinie Chengdu; izolowane przez góry Qin Ling, państwo Shu rozwijało się niezależnie. W VIII w. p.n.e. ze względu na przesunięcie się ośrodka cywilizacji Zhou na wschód, sąsiadem Shu od północy zostało Qin, ale brak źródeł na jakiekolwiek ich kontakty przez cały okres Wiosen i Jesieni. W VII w. Bieling pochodzący z Chu miał założyć, liczącą 12 generacji, dynastię Kaiming, ale jest ona znana jedynie z legend.
W okresie Królestw Walczących Shu weszło w kontakt z Chu za pośrednictwem Ba; ekspansja Chu w V w. zepchnęła Ba na zachód i doprowadziła do powstania mieszanej kultury Ba-Shu. W tym też okresie królowie Shu nawiązali kontakty z Qin.

## Podbój przez Qin
Kontakty Shu-Qin pozostawały rzadkie, ale wraz z narastaniem konfliktu na centralnych równinach chińskich, kluczowe stało się panowanie nad górnym biegiem rzeki Han, będącej drogą na południowy zachód. Dolina Han stanowiła pograniczny region Shu, Qin i Chu. Aneksja Shu przez Qin nie tylko zabezpieczyłaby ten strategiczny region przed Chu, lecz także dała Qin dostęp do znacznych zasobów Kotliny Syczuańskiej. Za czasów króla Hui (panował 338–311 p.n.e.) Qin skonstruowało drogę przez góry Qin Ling i użyło jej do najazdu w 316 r.: armie Qin, sprzymierzone z wojskami Ba uderzyły na Shu i obaliły jego władcę. Podbój ten podwoił obszar Qin i był największym podbojem terytorialnym od czasów podboju Shang przez Zhou 800 lat wcześniej. Qin równocześnie podporządkowało sobie Ba, ustanowiło w Shu mieszany zarząd włączając do niego potomków królów Kaiming, i szybkim marszem zneutralizowało zagrożenie ze strony Chu. W następnych latach wzmocniło swą obecność wojskową w Syczuanie, stłumiło próby rebelii, a po zirygowaniu równiny Chengdu przez system irygacyjny Dujiangyan, uzyskało doskonałą bazę ekonomiczną, zyskując równocześnie przychylność ludności.
Niecałe sto lat później z Shu ruszyła ofensywa, która podbiła państwo Chu i doprowadziła do zjednoczenia Chin.
Shu jest używane do dziś jako alternatywna, skrócona nazwa prowincji Syczuan (np. na tablicach rejestracyjnych).